# IC 724
IC 724 ist eine Spiralgalaxie vom Hubble-Typ Sa mit aktivem Galaxienkern im Sternbild Jungfrau auf der Ekliptik. Sie ist schätzungsweise 263 Millionen Lichtjahre von der Milchstraße entfernt und hat einen Durchmesser von etwa 180.000 Lichtjahren.

Im selben Himmelsareal befinden sich u. a. die Galaxien NGC 3863, NGC 3876, IC 720, IC 722.
Das Objekt wurde am 24. März 1892 vom österreichischen Astronomen Rudolf Spitaler entdeckt.